# Matt Lentz
Matt Lentz (19 de noviembre de 1982 en Ortonville, Míchigan) es un jugador profesional de fútbol americano juega la posición de Guardia para Sacramento Mountain Lions en la United Football League. Firmó como agente libre para New York Giants en 2006. Jugó como colegial en Míchigan.
También participó con Pittsburgh Steelers, Tampa Bay Buccaneers and Detroit Lions en la National Football League y Florida Tuskers y California Redwoods en la UFL.